# Vapendirektivet
Vapendirektivet, eller direktiv (EU) 2021/555 (tidigare direktiv 91/477/EEG), är ett europeiskt direktiv gällande vapenlagstiftning inom Europeiska unionen. Direktivet sätter en miniminivå för regler rörande civila, lagliga vapen som medlemsländerna måste införa i nationell lagstiftning. Medlemsländerna får även införa mer restriktiva regler.
Direktivet förändrades 2017 genom ändringsdirektivet till EU:s vapendirektiv (EU) 2017/853. I april 2021 antogs en kodifiering av direktivet.
Direktivet är tillämpligt inom hela Europeiska unionen. Som en rättsakt som har samband med Schengenregelverket är det även tillämpligt i Island, Liechtenstein, Norge och Schweiz genom bilaterala avtal mellan dessa stater och unionen.

## Direktivets påverkan i Sverige
Vapendirektivet blev tillämpligt i Sverige när landet anslöt sig till EU den 1 januari 1995. Sverige har 2019 däremot inte accepterat det europeiska skjutvapenpasset vilket är ett krav i direktivet.[källa behövs] Sveriges riksdag beslutade i juni 2019 genom ett tillkännagivande att vapenpasset skulle accepteras även av Sverige men några lagstiftningsändringar för att möjliggöra detta har ännu inte skett.
Sverige har 2019 ännu inte implementerat ändringsdirektivet från 2017. En utredning tillsattes 2017 för att föreslå hur direktivet skulle omsättas i svensk lagstiftning, och utredaren Kazimir Åberg presenterade i januari 2019 sitt förslag. Utredningsförslaget blev dock omedelbart föremål för omfattande kritik från jägare och sportskyttar för att vara mer långtgående än vad EU-direktivet kräver, bland annat genom regler för hantering av vapenmagasin. Även oppositionspartierna stödde dessa åsikter och meddelade att de inte skulle stödja regeringens förslag. Efter ytterligare förhandlingar med andra partier lade regeringen fram ett nytt förslag, med regellättnader gällande vapenmagasin, som skickades på remiss i augusti 2019.
Den 1 juli 2023 trädde en lagändring i syfte att införliva det uppdaterade vapendirektivet i svensk rätt i kraft. Detta skedde dock cirka fem år försent och i början av november 2023 fastställde EU-domstolen att Sverige under denna tid hade underlåtit att uppfylla sina skyldigheter enligt unionsrätten. Till följd av detta dömdes Sverige till att betala ett standardbelopp på 8 500 000 euro till Europeiska kommissionen.